# Ichthyoxenus expansus
Ichthyoxenus expansus là một loài chân đều trong họ Cymothoidae. Loài này được Van Name miêu tả khoa học năm 1920.